# Nella Larsen
Nellallitea ‘Nella’ Larsen (nacida Nellie Walker; 13 de abril de 1891 - 30 de marzo de 1964) fue una novelista estadounidense. Trabajó como enfermera y bibliotecaria y publicó dos novelas, Quicksand (1928) y Passing (1929), y algunos relatos cortos. Aunque su producción literaria fue escasa, obtuvo el reconocimiento de sus contemporáneos.
Desde finales del siglo XX se ha producido un renacimiento del interés por sus escritos, en los que se han estudiado cuestiones de identidad racial y sexual. Sus obras han sido objeto de numerosos estudios académicos, y ahora es ampliamente alabada como «no solo la principal novelista del Renacimiento de Harlem, sino también una figura importante del modernismo estadounidense».

## Primeros años
Larsen nació como Nellie Walker en un barrio pobre del sur de Chicago conocido como The Levee, el 13 de abril de 1891, hija de Peter Walker, que se cree que era un inmigrante mestizo afrocaribeño procedente de las Antillas danesas, y de Pederline Marie Hansen, una inmigrante danesa, nacida en 1868 en la parroquia de Brahetrolleborg, en la isla de Fyn (Funen), y fallecida en 1951 en Santa Mónica, condado de Los Ángeles. Su madre, que en Estados Unidos se llamaba Mary Larsen (a veces mal escrita Larson), trabajó como costurera y empleada doméstica en Chicago. Su padre era probablemente un descendiente mestizo por parte paterna de Henry o George Walker, hombres blancos de Albany, Nueva York, que se sabe que se establecieron en las Indias Occidentales danesas hacia 1840. En esa sociedad colonial danesa, las líneas raciales eran más fluidas que en los antiguos estados esclavistas de Estados Unidos. Es posible que Walker nunca se identificara como «negro». Pronto desapareció de la vida de Nella y su madre; ella dijo que había muerto cuando ella era muy joven. En esta época, Chicago estaba llena de inmigrantes, pero la Gran Migración de negros del Sur no había comenzado. Al final de la infancia de Walker, la población negra de la ciudad era del 1,3 % en 1890 y del 2 % en 1910.
Marie se casó de nuevo con Peter Larsen (nacido en 1867), otro inmigrante danés. En 1892, la pareja tuvo una hija, Anna Elizabeth, también conocida como Lizzie (de apellido Gardner). Nellie adoptó el apellido de su padrastro, utilizando a veces versiones deletreadas como Nellye Larson y Nellie Larsen, antes de decidirse finalmente por Nella Larsen. La familia mixta se trasladó al oeste, a un barrio mayoritariamente blanco de inmigrantes alemanes y escandinavos, pero se encontró con la discriminación a causa de Nella. Cuando Nella tenía ocho años, se trasladaron unas manzanas hacia el este.
El autor y crítico estadounidense Darryl Pinckney escribió sobre su anómala situación:

Como miembro de una familia de inmigrantes blancos, ella [Larsen] no tenía acceso al mundo del blues o de la iglesia negra. Si nunca pudo ser blanca como su madre y su hermana, tampoco pudo ser negra del mismo modo que Langston Hughes y sus personajes. El suyo era un mundo de tinieblas, irreconocible históricamente y demasiado doloroso para desenterrarlo.

De 1895 a 1898, Larsen visitó Dinamarca con su madre y su hermanastra. Aunque era inusual en Dinamarca por ser mestiza, guardaba algunos buenos recuerdos de esa época, como los juegos infantiles daneses que más tarde publicó en inglés. Tras regresar a Chicago en 1898, asistió a una escuela pública. Al mismo tiempo que aumentaba la migración de los negros del sur a la ciudad, también lo hacía la inmigración europea. La segregación racial y las tensiones habían aumentado en los barrios de inmigrantes, donde ambos grupos competían por el empleo y la vivienda.
Su madre creía que la educación podía dar a Larsen una oportunidad y la apoyó para que asistiera a la Universidad Fisk, una universidad históricamente negra en Nashville, Tennessee. Como estudiante en 1907-08, Larsen vivió por primera vez dentro de una comunidad afroamericana, pero seguía estando separada por su propio origen y experiencias vitales de la mayoría de los estudiantes, que eran principalmente del Sur, y la mayoría descendían de antiguos esclavos. El biógrafo George B. Hutchinson descubrió que Larsen fue expulsada por alguna violación de los estrictos códigos de vestimenta o conducta de Fisk para las mujeres. Larsen se fue sola a Dinamarca, donde vivió tres años entre 1909 y 1912. Tras regresar a Estados Unidos, siguió luchando por encontrar un lugar al que pudiera pertenecer.

## Carrera de enfermería
En 1914, Larsen se matriculó en la escuela de enfermería del Lincoln Hospital and Nursing Home de Nueva York. La institución se fundó en el siglo XIX en Manhattan como una residencia de ancianos para atender a la población negra, pero los usos hospitalarios habían crecido en importancia. El funcionamiento total se había trasladado a un campus recién construido en South Bronx. En ese momento, los pacientes del hospital eran principalmente blancos; los pacientes del hogar de ancianos eran principalmente negros; los médicos eran hombres blancos; y las enfermeras y estudiantes de enfermería eran mujeres negras. Como escribe Pinckney: «No importaba en qué situación se encontrara Larsen, la ironía racial de un tipo u otro la envolvía invariablemente».
Tras graduarse en 1915, Larsen se fue al sur para trabajar en la Universidad de Tuskegee, Alabama, donde pronto se convirtió en enfermera jefe de su hospital y escuela de formación. Mientras estaba en Tuskegee, conoció el modelo educativo de Booker T. Washington y se desilusionó con él. Al combinarse con las malas condiciones de trabajo de las enfermeras en Tuskegee, Larsen decidió marcharse al cabo de un año.
Regresó a Nueva York en 1916, donde trabajó durante dos años como enfermera en el Hospital Lincoln. Después de obtener la segunda mejor puntuación en un examen de servicio civil, Larsen fue contratada por la Oficina de Salud Pública de la ciudad como enfermera. Trabajó para ellos en el Bronx durante la pandemia de gripe de 1918, en «barrios mayoritariamente blancos» y con colegas blancos. Después continuó con la ciudad como enfermera.

## Matrimonio y familia
En 1919, Larsen se casó con Elmer Imes, el segundo afroamericano en obtener un doctorado en física. Tras su matrimonio, a veces utilizó el nombre de Nella Larsen Imes en sus escritos. Un año después de su matrimonio, publicó sus primeros relatos cortos. La pareja se trasladó a Harlem en la década de 1920, donde su matrimonio y su vida en común presentaban contradicciones de clase. Como escribe Pinckney:

En virtud de su matrimonio, era miembro de la clase profesional negra de Harlem, muchos de ellos personas de color con ascendencia parcialmente europea. Ella y su marido conocían a los dirigentes de la NAACP: W.E.B. Du Bois, Walter White, James Weldon Johnson. Sin embargo, debido a su baja cuna y a su parentesco mixto, y a que no tenía un título universitario, Larsen estaba apartada de la clase media negra, cuyos miembros hacían hincapié en los vínculos universitarios y familiares, y en las fraternidades y hermandades negras.

Su ascendencia racial mixta no era en sí misma inusual en la clase media negra. Pero muchos de estos individuos, como Langston Hughes, tenían antepasados europeos más lejanos. Él y otros formaban una élite de mestizos o personas de color, algunos de los cuales tenían antepasados que habían sido personas de color libres mucho antes de la guerra civil estadounidense. Esto había dado a muchas familias una ventaja para establecerse y obtener educación en el Norte. En la década de 1920, la mayoría de los afroamericanos de Harlem exploraban y destacaban su herencia negra.
Los estudios y logros científicos de Imes le situaban en una clase diferente a la de Larsen. La pareja Imes tuvo dificultades a finales de los años 20, cuando él tuvo una aventura. Se divorciaron en 1933. Larsen recibió una generosa pensión alimenticia con el divorcio, lo que le dio la seguridad financiera que necesitaba hasta la muerte de Imes en 1941. Pero cuando la pensión alimenticia se agotó, Larsen tuvo que volver a trabajar como enfermera. En ese momento, dejó de escribir literatura.
Muchos estudiosos de la literatura han considerado su decisión de tomarse un tiempo libre como «un acto de autoenterramiento, o una "retirada" motivada por la falta de valor y dedicación». Los críticos han especulado y hecho interpretaciones sobre por qué Larsen decidió volver a la enfermería. Lo que han pasado por alto es que, en aquella época, era difícil para una mujer de color encontrar un trabajo estable que también le proporcionara estabilidad económica. Para Larsen, la enfermería era un «mercado laboral que acogía a una afroamericana como empleada doméstica». La enfermería era algo que le resultaba natural a Larsen, ya que era «una opción respetable de apoyo durante el proceso de aprendizaje del trabajo». Durante su trabajo como enfermera, Larsen se fijó en Adah Thoms, una enfermera afroamericana que cofundó la Asociación Nacional de Enfermeras Graduadas de Color. Thoms vio el potencial de la carrera de enfermería de Larsen y le ayudó a reforzar sus habilidades. Una vez que Larsen se graduó en 1915, Adah Thoms hizo lo necesario para que Larsen trabajara en el John A. Andrew Memorial Hospital del Instituto Tuskegee.
Larsen se nutre de su experiencia médica para crear en Passing el personaje de Brian, médico y marido de la protagonista. Larsen describe a Brian como una persona ambivalente respecto a su trabajo en el campo de la medicina. El personaje de Brian también puede estar parcialmente basado en el marido de Larsen, Elmer Imes, un físico. Después de que Imes se divorciara de Larsen, tuvo una estrecha relación con Ethel Gilbert, directora de publicidad y finanzas de Fisk, aunque no está claro si se casaron.

## Carrera bibliotecaria y literaria

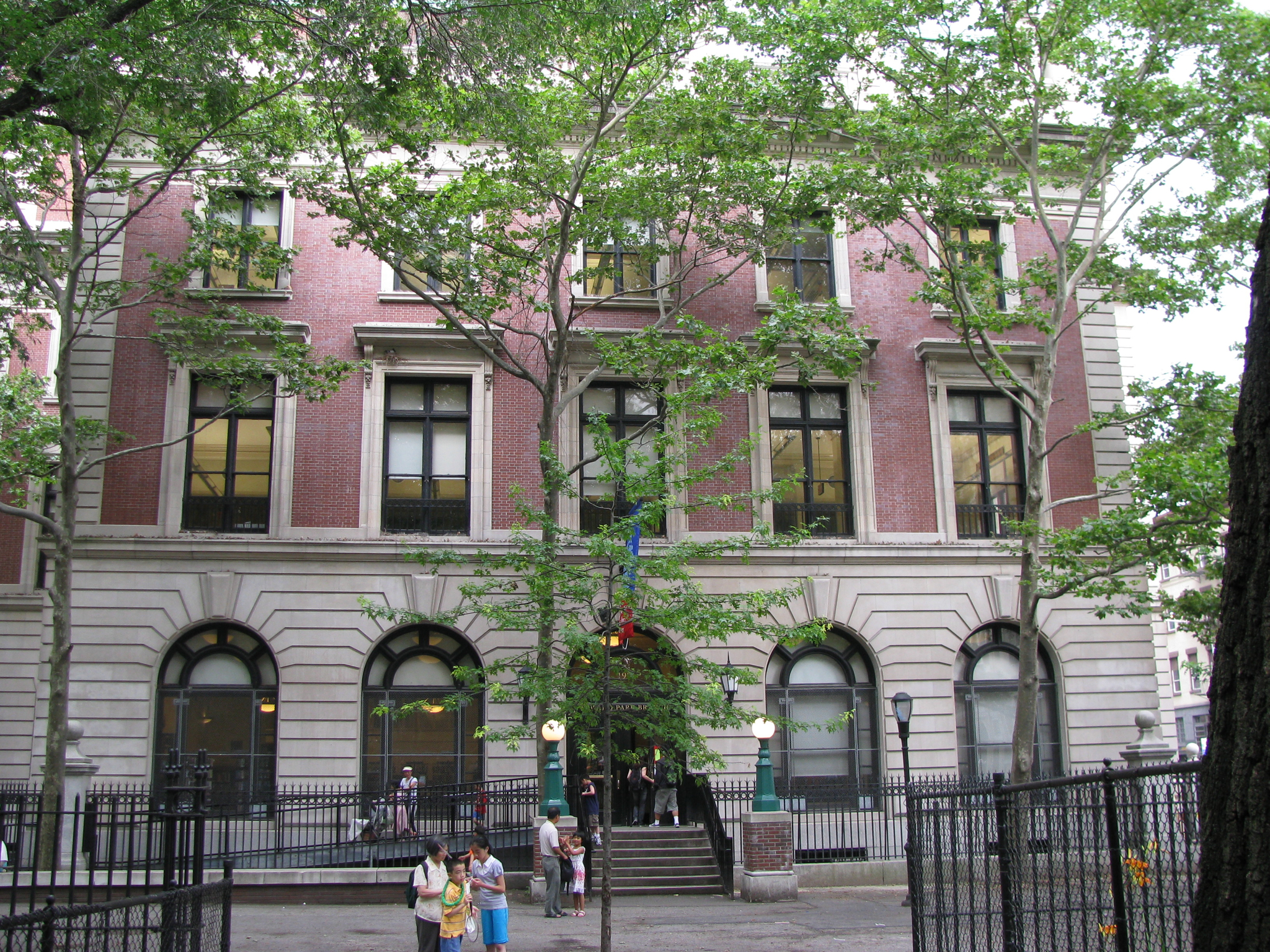
Biblioteca Seward Park, donde trabajó Nella Larsen

En 1921, Larsen trabajó por las noches y los fines de semana como voluntaria con la bibliotecaria Ernestine Rose, para ayudar a preparar la primera exposición de arte negro en la Biblioteca Pública de Nueva York (NYPL). Animada por Rose, se convirtió en la primera mujer negra en graduarse en la Escuela de Biblioteconomía de la NYPL. Esta escuela, dirigida por la Universidad de Columbia, abrió el camino a la integración del personal bibliotecario.
Larsen aprobó su examen de certificación en 1923. Trabajó su primer año como bibliotecaria en la sucursal de Seward Park en el Lower East Side, que era predominantemente judía. Allí tuvo un fuerte apoyo de su supervisora blanca Alice Keats O'Connor, al igual que el de Rose. Ellas, y otra supervisora de la sucursal donde trabajaba, apoyaron a Larsen y ayudaron a integrar al personal de las sucursales. Larsen se trasladó a la sucursal de Harlem, ya que estaba interesada en la efervescencia cultural del barrio afroamericano, destino de emigrantes de todo el país.
En octubre de 1925, Larsen se tomó un año sabático en su trabajo por motivos de salud y comenzó a escribir su primera novela. En 1926, tras entablar amistad con importantes figuras del Despertar Negro (que se conoció como Renacimiento de Harlem), Larsen dejó su trabajo como bibliotecaria.
Se convirtió en una escritora activa en la comunidad literaria y artística interracial de Harlem, donde se hizo amiga de Carl Van Vechten, un fotógrafo y escritor blanco. En 1928, Larsen publicó Quicksand, una novela en gran parte autobiográfica. Recibió un importante reconocimiento de la crítica, aunque no logró un gran éxito de ventas.
En 1929 publicó Passing, su segunda novela, que también tuvo éxito de crítica. En ella aborda la problemática de dos mujeres afroamericanas mestizas que eran amigas de la infancia y que habían tomado caminos diferentes de identificación racial y matrimonio. Una se identificaba como negra y se casaba con un médico negro; la otra pasaba por blanca y se casaba con un hombre blanco, sin revelar su ascendencia africana. El libro explora sus experiencias de reencuentro como adultas.
En 1930, Larsen publicó Sanctuary, un relato corto por el que fue acusada de plagio. Se dijo que Sanctuary se parecía al relato corto de la escritora británica Sheila Kaye-Smith, Mrs. Adis, publicado por primera vez en Reino Unido en 1919. Kaye-Smith escribía sobre temas rurales y era muy popular en Estados Unidos. Algunos críticos consideraron que la trama básica de Sanctuary, y algunas de las descripciones y diálogos, eran prácticamente idénticos a la obra de Kaye-Smith.
El académico H. Pearce ha rebatido esta valoración, escribiendo que, en comparación con el relato de Kaye-Smith, Sanctuary es «...más largo, está mejor escrito y es explícitamente más político, concretamente en torno a cuestiones de raza -en lugar de clase, como en Mrs. Adis». Pearce cree que Larsen reelaboró y actualizó el relato en un contexto negro americano moderno. Pearce también señala que en el libro de Kaye-Smith de 1956, All the Books of My Life, la autora dijo que había basado Mrs. Adis en un relato del siglo XVII de San Francisco de Sales, obispo católico de Ginebra. Se desconoce si la autora conocía la controversia sobre Larsen en Estados Unidos.
No se demostró ninguna acusación de plagio. A raíz de la polémica, Larsen recibió una beca Guggenheim, dotada entonces de unos 2500 dólares, y fue la primera mujer afroamericana en conseguirla. La utilizó para viajar a Europa durante varios años, pasando tiempo en Mallorca y París, donde trabajó en una novela sobre un triángulo amoroso en el que todos los protagonistas eran blancos. Nunca publicó el libro ni ninguna otra obra.

## Últimos años
Larsen regresó a Nueva York en 1937, una vez completado su divorcio. Vivió con una pensión alimenticia hasta la muerte de su exmarido en 1941. Luchando contra la depresión, Larsen dejó de escribir. Tras la muerte de su exmarido, Larsen volvió a la enfermería y se convirtió en administradora. Desapareció de los círculos literarios. Vivió en el Lower East Side y no se aventuró a ir a Harlem.
Muchos de sus antiguos conocidos especularon con que ella, como algunos de los personajes de su ficción, había cruzado la línea del color para «pasar» a la comunidad blanca. El biógrafo George Hutchinson ha demostrado en su obra de 2006 que permaneció en Nueva York, trabajando como enfermera.
Larsen murió en su apartamento de Brooklyn en 1964, a la edad de 72 años.

## Legado
En 2018, The New York Times publicó un obituario tardío de ella.
Nella Larsen fue una aclamada novelista que escribió historias en pleno Renacimiento de Harlem. Es conocida por sus dos novelas, Passing y Quicksand, que obtuvieron un gran reconocimiento con críticas positivas. Muchos creían que Larsen estaba destinada a ser la nueva estrella de la novela afroamericana, hasta que poco después abandonó Harlem, su fama y la escritura.
Larsen suele ser comparada con otros autores que también escribieron sobre conflictos culturales y raciales, como Claude Mckay y Jean Toomer.
Las obras de Nella Larsen se consideran piezas contundentes que representan bien a los individuos de raza mixta, y las luchas con la identidad que algunos inevitablemente enfrentan.
Se ha argumentado que la obra de Larsen no representaba bien el movimiento del New Negro porque los personajes principales de sus novelas estaban confundidos y luchaban con su raza. Sin embargo, otros sostienen que su obra fue una representación cruda e importante de cómo era la vida de muchas personas, especialmente mujeres, durante el Renacimiento de Harlem.
En 2021 la novela Passing ha sido llevada al cine.

## Obras

### Libros
- Quicksand (1928)
- Passing (1929)

### Relatos cortos
- Freedom (1926)
- The Wrong Man (1926)
- Playtime: Three Scandinavian Games, The Brownies' Book, 1 (junio 1920): 191–192.
- Playtime: Danish Fun, The Brownies' Book, 1 (julio 1920): 219.
- Correspondence, Opportunity, 4 (septiembre 1926): 295.
- Review of Black Spade, Opportunity, 7 (enero 1929): 24.
- Sanctuary, Forum, 83 (enero 1930): 15–18.
- The Author's Explanation, Forum, Supplement 4, 83 (abril 1930): 41–42.[25]